# Międzymurze

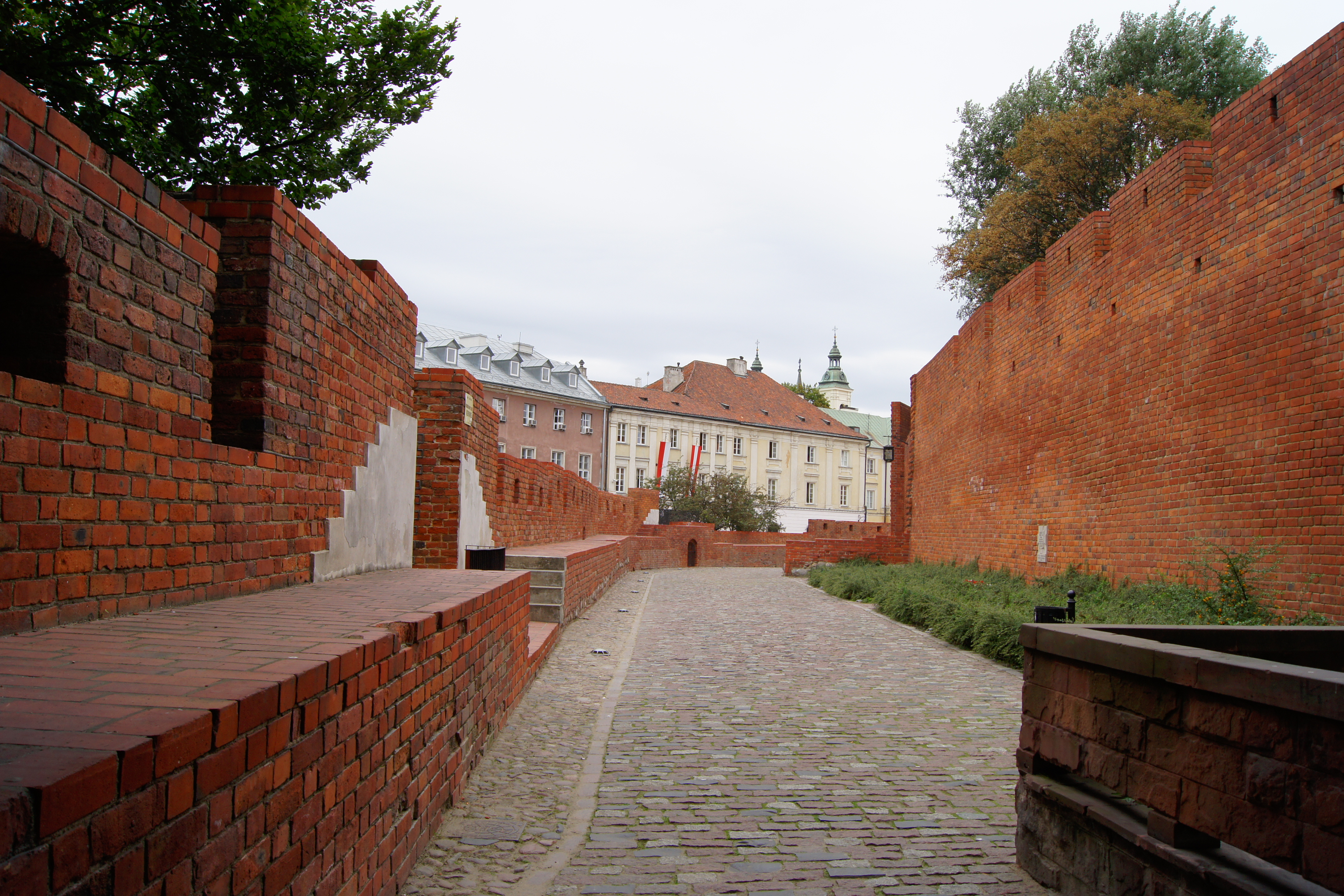
Międzymurze w Warszawie

Międzymurze (od gr. μεσοτοιχον), parcham – niezabudowany teren położony pomiędzy wewnętrznym a zewnętrznym pierścieniem umocnień murowych miast i zamków. Od epoki baroku wykorzystywany był także jako miejsce uroczystości i zabaw dziecięcych.